# Galeoscypha
Galeoscypha är ett släkte av svampar. Galeoscypha ingår i familjen Pyronemataceae, ordningen skålsvampar, klassen Pezizomycetes, divisionen sporsäcksvampar och riket svampar.